# Bourg-en-Lavaux
Bourg-en-Lavaux − miejscowość i gmina (commune) w zachodniej Szwajcarii, w kantonie Vaud, siedziba administracyjna okręgu (district) Lavaux-Oron. Leży nad Jeziorem Genewskim. Powstała 1 lipca 2011 w wyniku połączenia gmin Cully, Epesses, Grandvaux, Riex i Villette (Lavaux)

## Demografia
W Bourg-en-Lavaux mieszka 5386 osób. W 2022 roku 21,7% populacji gminy stanowiły osoby urodzone poza Szwajcarią.

## Transport
Przez teren gminy przebiegają autostrada A9 oraz droga główna nr 9.